# Retrospectiva (programa de televisión)
Retrospectiva es un Especial de Fin de Año de Globo Repórter en la tvglobo, donde se muestra todo lo que marcó el año que termina. Debutó en 1967 como un programa periodístico en la naturaleza que presenta una selección de los eventos más importantes del año.

## 1967 - 1980: Primeros años
Hasta finales de la década de 1970, se impuso una visión editorial que favoreció la secuencia cronológica de los acontecimientos como un criterio de selección y presentación de los temas. La Retrospectiva 1975, dirigida por Marcos Margulies, por ejemplo, se dividió en los asuntos nacionales e internacionales. Entre los temas destacados fueron el final de la guerra de Vietnam, la guerra civil en el Líbano y el acuerdo nuclear entre Brasil y Alemania Occidental. Ya la Retrospectiva 1976 se dividió en cuatro bloques temáticos: la muerte de Mao Tse-Tung, los conflictos en los países de África, las elecciones de Estados Unidos y la situación en América Latina.

## 1980 - 1987: Cambios conceptuales
El 1 de enero de 1980 salió al aire la aventura del hombre en los años 70, un hito en la historia de Retrospectiva. El entonces director de la Central Globo de Periodismo, Armando Nogueira, y su equipo han implementado cambios en las condiciones estructurales y de conceptos que sirvieron de referencia para la realización de los programas en los años siguientes.
Armando Nogueira pensaba que la Retrospectiva no podía ser más que un bombardeo de información, sino una especie de reflexión sobre el Decenio a partir de imágenes de sus eventos más importantes y emocionantes. Para lograr este objetivo, la solución encontrada fue invertir en el aspecto humano y evitar la estructura periodística tradicional.
El registro documental serio fue cambiado por una presentación cuyo tono estimuló la reflexión del espectador. El director creativo del proyecto, Nilson Viana dijo que la clave era que la gente no se limitan a recordar hechos, sino reflexionar sobre ellos.
De acuerdo con este principio, la producción decidió renunciar a la secuencia cronológica. Los hechos, entonces, se agrupan ahora en temas como: Niñez, Mujer, Religión, Ecología y Violencia. Además, los realizadores eligieron encadenar temas a partir de la asociación de ideas e imágenes. Cuestiones que podrían hacer bloques independientes, como la música, el cine y el deporte, también se utilizaron como enlace y como un elemento atanuante de temas más densos.
Se le dio más importancia a las imágenes que al texto. Una imagen bien seleccionada, por ejemplo, a dos minutos del rendimiento de la gimnasta rumana Nadia Comanecci, prodigio de la historia olímpica, personificada en un momento clave de la década, sin necesidad de palabras. Como varias películas se han perdido en el incendio de TV Globo, en 1976, las fotografías se utilizaron para ilustrar los eventos importantes.
Los programas de los años siguientes han conservado las premisas básicas de la aventura del hombre en los años 70: Se aprovechó el guion cronológico y han apostado por el uso masivo de imágenes, texto y división concisa de los temas por informes.
El aspecto emocional se convirtió en fundamental para el programa. La idea era que las propias imágenes y los hechos hablasen por sí mismos.
Ronan Soares, director de las Retrospectivas 1980 y 1981, que se define este estilo de paginación como "juegos visuales sin orden ni fecha predeterminada". En la pantalla, el efecto parecía un mosaico: una secuencia de la Retrospectiva 80 por ejemplo, pasó de la elección del presidente de EE. UU. Ronald Reagan, ex estrella de películas del oeste, por la imagen de un acordeonista en el nordeste de Serra Pelada, que une subjetivamente la idea de la conquista del oeste de los Estados Unidos con la conquista de un nuevo territorio de Brasil.
Fabbio Pérez, director de las Retrospectivas 1990 y 1991, explica que no hubo una preocupación de hacer un balance del año, ni explicar o informar sobre los hechos. El equipo partió de la suposición de que los problemas eran ya conocidas y, con las imágenes, sólo recuerda lo que sucedió importante, sin frialdad y sin utilizar números o información por la información.

## 1987 - actualidad: Variaciones
Las diferencias entre las Retrospectivas durante los años tenían base en la longitud y el formato de los programas (algunos se muestran en dos o cuatro días, otros en una sola edición, que puede durar de una a dos horas), y los elementos que se unen a la asuntos presentados.
Muchos programas utilizan viñetas con entrevistas a personajes importantes en los acontecimientos del año. Para hablar de la visita al Brasil en primer lugar el Papa Juan Pablo II, Retrospectiva 81 escuchó los testimonios de los escritores Jorge Amado y Adélia Prado y el cantante Luiz Gonzaga. Las imágenes se presentan sin narración a la vez que son recordados por los tres entrevistados.
Otros programas utilizaron los recursos dramáticos, la literatura y la animación. En la Retrospectiva 87, dirigido por Mónica Labarthe, eran empleadas viñetas protagonizadas por la mimo Lina do Carmo y producido por Ricardo Nauemberg al presentar algunos informes. Mónica Labarthe también dirigió la Retrospectiva 88, en la que el director de teatro Bia Lessa trabajó con un grupo de jóvenes y niños, dramatizando situaciones que ponían de relieve el placer de la lectura. Hans Donner ha creado viñetas animadas especiales sobre el tema. La actriz Angela Correa, protagonista de la miniserie: La Abolición, leyó extractos del libro: El poético y el político, de Gilberto Gil, durante el segmento que le recordó a los cien años de la abolición de la esclavitud.
También hay programas que establecieron una línea conceptual que cosía los hechos. La Retrospectiva 84, que tuvo como editores Margareth Cunha, Polan Anne y René Castelo Branco, alineó materiales y bloques de programa mediante la inserción de fragmentos de música 1984, compuesta por William Prado y cantada por Moreira da Silva. La letra era una crónica estilo humorístico, al estilo de las samba de freno, los eventos clave en Brasil, especialmente en el campo político.
En los últimos años, Retrospectiva ha centrado más en la fuerza de las imágenes y la edición. El presentador narra en off los hechos y aparece poco en el video.

## Presentación y producción
El número de conductores de Retrospectiva variado mucho a lo largo de los años. En general, el programa se muestra por un dúo. Pero en 1990 y 1991, diez periodistas presentaron los materiales.
Entre 1996 y 1998, el programa comenzó a realizarse en cinco o seis pares de periodistas, elegidos entre los mejores reporteros y presentadores de los informativos de televisión y presentadores de Rede Globo: Renato Machado, Cláudia Cruz, Carlos Nascimento, Sandra Annenberg, Sérgio Chapelin, Lilian Witte Fibe, Pedro Bial, Fátima Bernardes, William Bonner, Mônica Waldvogel, Chico Pinheiro y Neubarth Leilane se insertaron en un escenario virtual en el que se proyectaba imágenes de hechos.
Desde el año 1999, Sérgio Chapelin volvió a ser el único anfitrión del show.
Otro cambio se refiere a los equipos de producción. Desde 1984, el programa fue presentado como un especial de Globo Repórter. Pero los equipos responsables no eran fijos, variando de año en año, de acuerdo a las necesidades específicas de cada Retrospectiva. Desde 1992, sin embargo, la producción del programa ha estado bajo la responsabilidad de Globo Repórter, dirigida por Silvia Sayão.
En la actualidad es presentado por Sandra Annemberg y Glória María.